# Мамулашвили, Гига Теймуразович
Гига Теймуразович Мамулашвили (2 октября 1991, Москва, СССР) — российский футболист, нападающий.

## Карьера

### Футбольная
Карьеру начинал в Молдавии, где выступал за команду Национальной дивизии «Тирасполь». В 2011 году вернулся в Россию. В течение сезона 2011/12 выступал за смоленский «Днепр». 30 августа 2013 года подписал контракт с «Волгой» из Твери.. Выступает в Медиалиге за «Fight Nights».

### Футзальная
В сезоне 2012/13 форвард выступал за футзальную команду «Динамо» (Москва).

## Достижения

### Футбол
- Победитель 2-го международного любительского футбольного турнира IAFA SUMMER CUP Greece: 2013.

### Футзал
- Финалист Кубок европейских чемпионов: 2013.
- Финалист Суперкубок Европы:2013.
- Серебряный призёр Чемпионата России: 2012/2013.